# Flecha Valona 2005
La Flecha Valona 2005 se disputó el miércoles 20 de abril, y supuso la edición número 69 de la carrera. El ganador fue el italiano Danilo Di Luca. El luxemburgués Kim Kirchen y el italiano Davide Rebellin completaron el podio, siendo respectivamente segundo y tercero.

## Clasificación final
| Pos. | Ciclista         | Equipo                         | Tiempo    |
| ---- | ---------------- | ------------------------------ | --------- |
| 1    | Danilo Di Luca   | Liquigas-Bianchi               | 4h 44'55" |
| 2    | Kim Kirchen      | Fassa Bortolo                  | s.t.      |
| 3    | Davide Rebellin  | Gerolsteiner                   | s.t.      |
| 4    | David Etxebarria | Liberty Seguros                | a 4"      |
| 5    | Óscar Freire     | Rabobank                       | s.t.      |
| 6    | Ángel Vicioso    | Liberty Seguros                | s.t.      |
| 7    | Patrik Sinkewitz | Quick Step-Innergetic          | s.t.      |
| 8    | Aitor Osa        | Illes Balears-Caisse d'Epargne | s.t.      |
| 9    | Cadel Evans      | Davitamon-Lotto                | a 8"      |
| 10   | Fabian Wegmann   | Gerolsteiner                   | s.t.      |